# Lee Peltier
Lee Peltier (ur. 11 grudnia 1986 w  Liverpoolu) – angielski piłkarz, zawodnik Middlesbrough F.C.
Lee Peltier jest bardzo wszechstronnym graczem, bo może występować na pozycji pomocnika oraz obrońcy. Pierwsze kroki  jako piłkarz stawiał w rezerwach drużyny Liverpool FC. W lipcu 2006 roku przebił się do pierwszego składu ekipy Rafaela Beníteza i zadebiutował w niej 25 października w wygranym meczu przeciwko drużynie Reading. Jako zawodnik Liverpoolu zagrał również w meczu Ligi Mistrzów 5 grudnia 2006 roku w wygranej potyczce z Galatasaray SK.
22 marca 2007 roku Lee Peltier został wypożyczony do Hull City, w którym występował do 7 maja i rozegrał siedem meczów. Ostatniego dnia zimowego okna transferowego 2008 roku podpisał trzyletni kontrakt z Yeovil Town F.C., w barwach którego rozegrał 50 spotkań. W latach 2009–2011 był piłkarzem Huddersfield
Od czerwca 2011 roku jest zawodnikiem Leicester City.
4 sierpnia 2012 roku podpisał trzyletni kontrakt z Leeds United.